# 齊藤宏明
齊藤 宏明（さいとう ひろあき、1963年8月13日  - ） は、日本の生態学者。東京大学大気海洋研究所教授、北太平洋海洋科学機構科学評議会議長。

## 人物・経歴
福島県出身。
1982年　福島県立福島高等学校　卒業
1986年　東北大学農学部　卒業
1987年　東北大学大学院農学研究科　中退、水産庁北海道区水産研究所資源部　研究員
1990年　水産庁北海道区水産研究所海洋環境部　研究員
1996年　東北大学　博士（農学）
1997年　水産庁北海道区水産研究所海洋環境部　主任研究官
1998年　水産庁北海道区水産研究所亜寒帯海洋環境部　主任研究官、デンマーク水産研究所客員研究員
1998年　日本海洋学会岡田賞受賞
1999年　水産海洋学会論文賞受賞
2001年　水産総合研究センター東北区水産研究所混合域海洋環境部　生物環境研究室長
2003年　日本プランクトン学会論文賞受賞
2004年　静岡大学理学部　非常勤講師
2007年　東京大学海洋研究所付属海洋科学国際共同研究センター客員准教授
2007年　日本海洋学会日高論文賞受賞
2008年　日本海洋学会日高論文賞受賞
2010年　長崎大学大学院　非常勤講師
2011年　水産総合研究センター東北区水産研究所生態系動態グループ長
2013年　日本海洋学会評議員
2014年　東京大学大気海洋研究所浮遊生物分野　准教授
2015年　日本海洋学会幹事、水産海洋学会評議員
2016年　東京大学大気海洋研究所国際連携研究センター国際協力分野　教授、東京大学大学院農学生命科学研究科水圏生物科学専攻　教授、東京大学大学院新領域創成科学研究科先端生命科学専攻　教授、北太平洋海洋科学機構科学評議会　議長
2018年　日本学術会議連携会員、日本学術会議IMBeR小委員会委員長、日本学術会議IIOE-2小委員会委員
2019年　東京大学大気海洋研究所所長補佐、北太平洋海洋科学機構Wooster Award受賞

## 著書
- 『海のトワイライトゾーン : 知られざる中深層生態系』成山堂書店 2010年